# Culamagia
Culamagia é uma vila e comuna angolana que se localiza na província de Malanje, pertencente ao município de Cangandala.